# Seznam slovenskih geografov

## A
- Marko Arnuš

## B
- Andrej Bandelj
- Franjo Baš
- Marjan Bat
- Marjan Batagelj
- Maja Besednjak
- Borut Belec
- Ciril Bernot
- France Bernot
- Štefka Bernot Škrk
- Maja Besednjak
- (Bogdan Binter)
- Mirko Bogić (1916-2016)
- Valter Bohinec
- David Bole
- Pavel Bosák (Čeh)
- Vladimir Bračič
- Franjo Bradaška (slov.-hrvaški)
- Rožle Bratec Mrvar
- Zvonimir Bratun
- Valentina Brečko Grubar
- Mateja Breg Valjavec
- Mitja Bricelj
- Slavko Brinovec
- Andrej Briški
- Roman Brvar
- Gojmir Budal
- Milan Bufon
- Boštjan Burger

## C
- Karel Capuder
- Josip Cerk
- Rosana Cerkvenik
- Dejan Cigale
- Rok Ciglič
- (Pietro Coppo)
- Karmen Cunder

## Č
- Edvard Čerček
- Jiři Čermák (Čeh)
- Andrej Černe
- Anton Čižman (Anton Edvard Čižman - gl. Zhishman!)
- Špela Čonč

## D
- Marjan Dobovšek
- Gregor Dolar
- Mojca Dolgan Petrič
- Borut Drobnjak
- Vladimir Drozg

## E
- Bojan Erhartič

## F
- Vlado Fajgelj
- Anton Fakin
- Mateja Ferk
- Peter Ficko
- Janez Dizma Florjančič
- Peter Frantar
- Martina Frelih
- Jerneja Fridl
- Danilo Furlan

## G
- Matej Gabrovec
- Ivan Gams
- Primož Gašperič
- Artur Gavazzi
- Rado Genorio
- Matjaž Geršič
- Urban Golob
- Zvonimir Gorjup
- Anton Gosar
- Lojze Gosar
- Petra Gostinčar
- Boža Grafenauer Bratož
- Aleš Grlj
- Andrej Grmovšek

## H
- France Habe
- Peter Habič
- Baltazar Hacquet
- Nataša Harl
- Nikola Hočevar
- Uroš Horvat
- Mauro Hrvatin

## I
- Mojca Ilc Klun
- Svetozar Ilešič
- Borut Ingolič
- Danijel Ivajnšič

## J
- Aleksander Jakoš
- Matjaž Jeršič
- Janez Jesenko
- Božidar Jevševar
- Bogdan (Božo) Jordan
- Božidar Jordan
- Damir Josipovič
- Igor Jurinčič

## K
- Boštjan Kerbler
- Simon Kerma
- Božidar Kert
- Drago Kladnik
- Marijan M. Klemenčič
- Vladimir Klemenčič
- Klemen Klinar
- Vinko Fereri Klun (1823 - 1875)
- Dragomir Janko Knapič
- Ida Knez Račič
- Blaž Kocen (1821 - 1871)
- Rado Kočevar
- Blaž Kodelja
- Miha Koderman
- Žiga Kokalj
- Vera Kokole
- Vladimir Kokole
- Marko Kolbezen (1932; hidrolog/hidrograf)
- Nataša Kolega
- Karmen Kolenc Kolnik
- Blaž Komac
- Dušan Kompare
- Eva Konečnik Kotnik
- Vladimir Korošec (1955)
- Jože Kos
- Jože Kosmatin
- Marija Košak
- Marko Koščak
- Gregor Kovačič (geograf) (*1976)
- Jani Kozina
- Peter Kozler
- Alenka Koželj
- Josip Kožuh
- France Kralj
- Andrej Kranjc
- Silvo Kranjec
- Tatjana Kraut
- Marko Krevs
- Franc Ferdo Kukec
- Peter Kumer
- Jelka Kunaver
- Jurij Kunaver
- Pavel Kunaver
- Terezija Kürbus
- Zoran Kus
- Simon Kušar

## L
- Avguštin Lah
- Barbara Lampič
- Stanko Lapuh
- Matej Lavtižar
- Vladimir Leban
- Jakob Lenardič
- Bojan Lenart
- Veronika Leskovšek
- Ksenija Levak (por. Budal)
- Matej Lipar
- Igor Lipovšek
- Erik Logar
- Jože Lojk
- Mira Lojk
- Dragotin Lončar
- Lučka Lorber
- Franc Lovrenčak

## M
- Janez Malačič
- Vincenc (Cene) Malovrh
- Vital Manohin
- Tatjana Marn
- Janez in Petra Matos
- Jože Maučec
- Felicita Medved
- Jakob Medved
- Anton Melik (1890 - 1966)
- Borut Mencinger
- Drago Meze
- Lydia Mihelic Pulsipher
- Ludvik Mihelič
- Andrej Mihevc (geograf)
- Pavel Mihevc (Pavle Mihevc)
- (Jernej Mlekuž)
- Branko Mlinar
- Irena Mrak Merhar

## N
- Magdalena Năpăruş-Aljančič
- Janez Nared
- Karel Natek
- Milan Natek

## O
- Anton Oblak
- Polde Oblak
- Darko Ogrin
- Matej Ogrin
- Ludvik Olas
- Fran Orožen
- Milan Orožen Adamič
- (Krištof Oštir)

## P
- Polona Pagon
- Milan Pajk
- Mirko Pak
- Branko Pavlin
- Miha Pavšek
- Stanko Pelc
- Borut Peric
- Drago Perko
- Borut Peršolja
- Franci Petek
- Martina Petek
- Rudi Piletič
- Primož Pipan
- Janez Pirc
- Matija Pirc
- Ivo Branimir Piry
- France Planina
- Janez Planina
- Aljaž Plevnik
- Dušan Plut
- Mišel Podgorski
- Viljem Podgoršek
- Janez Polajnar (1960)
- Katarina Polajnar Horvat
- Janez Žiga Popovič
- Irma Potočnik Slavič
- Matko Potočnik
- Karel Prijatelj (1883-1980)
- Silvan Prodan
- Matjaž Puc
- Janko Pučnik
- Radovan Pulko

## R
- Darko Radinja
- Mara Radinja
- (Ivan Rakovec)
- Slava Rakovec Lipoglavšek
- Fran Rakuša
- Marjan Ravbar
- Nataša Ravbar (Nataša Viršek Ravbar)
- Nika Razpotnik Visković
- Dejan Rebernik
- Irena Rejec Brancelj
- Blaž Repe
- Peter Repolusk
- Tatjana Resnik Planinc
- Oskar Reya
- Boštjan Rogelj
- Daniel Rojšek
- Rudolf Rothgang
- Ivo Rubić
- Jože Rus
- Petra Rus
- Simon Rutar

## S
- Roman Savnik
- (Ferdinand Seidl)
- Jurij Senegačnik (1957)
- Bela Sever
- Marko Simić
- Ivan Simonič
- Jasna Sitar
- Tadej Slabe
- Mirsad Skorupan
- Andrejka Slavec
- Ivan Slokar
- Aleš Smrekar
- Anton Sore
- Sašo Stefanovski
- Vojka Stepančič
- Uroš Stepišnik
- Boris Sterniša
- Pavel Stranj
- Aleksander Jurij Supan
- Blaž Svetelj

## Š
- Vinko Šarabon
- Milan Šifrer
- Tatjana Šifrer
- Raul Šiškovič
- Mateja Šmid Hribar
- Renata Šolar
- Natalija Špeh
- Metka Špes
- Tomaž Štefe
- Emil Šterbenk
- Ivan Šumljak

## T
- Jure Tičar
- Jernej Tiran
- Julij Titl
- Maja Topole
- Karel Toš
- Tajan Trobec
- Stojan Trošt
- Jernej Trpin
- Mitja Trtnik
- Janja Turk

## U
- Maja Umek
- Mimi Urbanc
- Hinko Uršič

## V
- Janez Vajkard Valvasor
- (Giorgio Valussi)
- Ljudevit (Ludovik) Vazzaz (1880-1976)
- Jože Velikonja (geograf) (1923-2015)
- Miloš Verk
- Katja Vintar Mally
- Nataša Viršek Ravbar (Nataša Ravbar)
- Luigi Visintin
- Milan Vreča (1926-2016)
- Igor Vrišer
- Metod Vojvoda (1937-2021)
- Manca Volk Bahun
- Ana Vovk Korže
- Ivan Vrhovec?
- Katja Vrtačnik Garbas

## Z
- Peter Zajc
- Anton Edvard Zhishman
- Mavricij Zgonik
- Vid Zor
- Matija Zorn
- Stane Zrimec
- Agneza Zupan
- France Zupan
- Jernej Zupančič

## Ž
- Marjan Žagar
- Maja Ženko
- Marko Žerovnik
- Igor Žiberna
- Jože Žumer
- Štefan Žun